# غرفة البريد الرقمية
غرفة البريد الرقمية هي الأتمتة أو التشغيل الآلي لعمليات البريد الوارد باستخدام مسح المستندات وتقنيات التقاط المستندات، فيمكن للشركات رقمنة البريد الوارد وأتمتة تصنيف وتوزيع البريد داخل المؤسسة مع إمكانية إدارة كلًّا من البريد الورقي والإلكتروني (البريد الإلكتروني) من خلال نفس العملية مما يسمح للشركات بتوحيد إجراءات توزيع البريد الداخلي الخاصة بهم والالتزام بسياسات امتثال الشركة.
لا تزال العديد من الشركات تعتقد أنها ملزمة قانونيًا بأرشفة بعض المستندات كوثائق ورقية لفترة معينة مثل المستندات المحاسبية أو العقود، فوفقًا لمسحٍ حديث أجرته AIIM لا يزال يُنظر إلى المقبولية القانونية للوثائق الممسوحة ضوئيًا على أنها مشكلة في أكثر من ربع الشركات، ومع ذلك فإن الحقيقة هي أن هذه القواعد تنطبق فقط على أقلية صغيرة من الوثائق فمعظم الوثائق الرقمية مقبولة الآن قانونيًا في المحاكم، المعيار البريطاني الجديد BSI 10008 "الوزن الإثباتي والمقبولية القانونية للمعلومات الإلكترونية" يغطي هذا بالتفصيل. فإن ثقافة "تجنب المخاطر بأي ثمن" هي التي تجبر الشركات على طباعة آلاف الوثائق وأرشفتها كل يوم.

## أسباب التنفيذ
تستمر أحجام البريد في النمو بشكل كبير مدفوعةً بنمو الأعمال والقوى العاملة المتنقلة، فعلى سبيل المثال تعالج الشركات المتوسطة الحجم الآن 100,000 قطعة بريد شهريًا وتخدم أكثر من 200 قسم. بالإضافة إلى ذلك فإن غرفة بريد الشركة هي رابط حيوي في نظام معلومات الشركة تكافح من أجل مواكبة هذا التدفق الورقي وفي غضون ذلك تطلب منظمات اليوم معلومات فورية ودقيقة، وتنفق الشركات الأمريكية أكثر من 500 مليار دولار سنويًا لتحويل المعلومات المتعلقة بالوثائق التي يتلقونها كل يوم إلى بيانات مفيدة يمكنهم استخدامها لإدارة أعمالهم.
كما أجبرت الحاجة إلى امتثال الشركات ومساءلة الشركات الكبيرة على الاستثمار بكثافة في النسخ الاحتياطي للمعلومات وأنظمة التخزين وحلول الامتثال، ولقد استفادت بعض غرف بريد الشركات من تطور معدات أتمتة عالية السرعة مصممةً لنقل البريد الفعلي بشكل أكثر كفاءة عبر النظام، مع ذلك فإن التحديات شاقة لأننا نأخذ بالاعتبار أن معظم غرف البريد تستخدم أساليب التحديد المرئي من قطعة واحدة في المرة وطرق الفرز اليدوي.
من خلال رقمنة عملية البريد الوارد وفهرسة المستندات على الفور أصبح لا يمكن للشركات فقط التحكم في عمليات البريد داخليًا (لا مزيد من الخسائر في الكفاءة والثغرات في التحكم في المستندات وفقدان البريد ذي القيمة) ولكن ستتاح لها الفرصة لجمع تنسيقات البريد الإلكتروني (البريد الإلكتروني والفاكس) في نفس تدفق معالجة المستندات وتسمح غرفة البريد الرقمية المصممة كمنصة مركزية للمعلومات للمؤسسة بتحقيق العقلانية في معالجة البريد وتحقيق مكاسب كبيرة في الإنتاجية وخدمة العملاء.

## الفوائد

### تقليل دورة القرار
تتمثل إحدى الفوائد الرئيسية لتحويل جميع رسائل البريد الورقي الواردة إلى صور بمجرد استلامها في مدى تقصير دورة القرار فيمكن للموظفين الوصول إلى الصور بسرعة أكبر بغض النظر عن مكان الحصول على المستندات فعليًا، فيمكن بعد ذلك معالجة الملفات بسرعة كبيرة وفقًا لمستوى إلحاحها. مثلما تُسهّل غرف البريد الرقمية تبادل معلومات الشركة فإنها تُسهّل أيضًا التنسيق بين العديد من الأشخاص حول نفس المستند فتصبح عملية اتخاذ القرار أسرع وأكثر دقة.

### ترشيد تداول المعلومات
تساعد التقنيات المختلفة الموجودة في قلب غرف البريد الرقمية الشركات على ترشيد عملياتها، فعلى سبيل المثال، يُسمح للشركات بتقليل التكاليف المرتبطة بإعادة إرسال المستندات بين المواقع.

### تقليل تكاليف الورق
لا تشمل تكاليف غرفة البريد تكاليف الموظفين المتضمنة في توزيع الرسائل فحسب بل تشمل أيضًا التكاليف المرتبطة بإعادة إرسال المستندات أو فقدها أو تلفها، فتنفيذ غرفة البريد الرقمية له تأثير مباشر على جميع هذه التكاليف ويصبح عنصرًا أساسيًا في القدرة التنافسية للشركة. يُعتبر المصدر المرتبط بالتخزين المادي للمستندات هو مصدر آخر لتكاليف الورق، وسيؤدي تشجيع الموظفين على "الاستغناء عن الورق" بسرعة إلى تقليل تكلفة الطباعة والنسخ الزائدة للمستندات، فمن الواضح أن الهدف ليس منع الورقة من بيئة العمل بل إنشاء منظمة جديدة متماسكة وآمنة تجعل استخدام الورق غير ضروري.

### ضمان تتبع البيانات
أصبح ضمان تتبع البريد الوارد ضرورة لغالبية الشركات مع كون لوائح الامتثال عاملًا رئيسيًا فكلّما تم تحويل المستند إلى ملف صورة مبكرًا كلّما زادت موثوقية تتبعه طوال دورة حياته. علاوةً على ذلك، يصبح المستند الممسوح ضوئيًا متاحًا لجميع المستخدمين المصرح لهم (كملف PDF أو TIFF أو JPEG) ويتضمن الملف الذي تم إنشاؤه أكثر من مجرد صور فيشير إلى مستند واحد أو أكثر في قاعدة بيانات الأرشيف ويسجل جميع الإجراءات التي قام بها الأشخاص المسؤولون عن الملف فيضمن أمان العملية مصداقية وسلامة المستند والذي يتوافق مع سياسة إدارة السجلات الخاصة بالشركة.

### تحسين خدمة العملاء
تعمل الإدارة الإلكترونية للبريد الوارد على تحسين معالجة المستندات داخل الشركات والوكالات الموجهة نحو الخدمة والذي يُعزز جودة الخدمة المقدمة للعملاء من خلال السماح للموظفين بالوصول الفوري إلى ملفات العملاء والإجابة على الأسئلة على الفور، فإن تحسين خدمة العملاء يُعتبر ذا أهمية أساسية من قبل غالبية الشركات.

### تقليل الاعتماد على مواقع المكاتب الفعلية
تسمح رقمنة البريد عند دخوله إلى منظمة إلى جانب أنظمة إدارة المحتوى بتوجيهه إلى الموظفين المناسبين بغض النظر عن موقعهم الفعلي، لقد أدى الاتجاه المتزايد للعمل عن بعد إلى تقليل الحاجة الإجمالية للعقارات لغرفة بريد الشركة فأصبح الآن اختيار العديد من الشركات هو برامج غرفة البريد لأتمتة عمليات البريد الوارد والصادر بالكامل.

## التقنيات

### التقاط المستند
"التقاط المستند" هو عملية مسح المستندات الورقية ضوئيًا حتى يمكن أرشفتها واستردادها بتنسيق صورتها الأصلية وهي تقنية التصوير الأكثر انتشارًا التي تستخدمها الشركات اليوم، وتتيح تحسينات البرامج الآن التقاط المستندات الورقية أثناء استيراد الملفات الإلكترونية ومعالجتها معًا من خلال نفس منصة الإنتاج، فيمكن الآن أرشفة كلًّا من البريد الورقي والإلكتروني الوارد معًا في نفس موقع التخزين، يوجد تغيير رئيسي آخر وهو القدرة على مسح المستندات ضوئيًا من المواقع البعيدة واستردادها من خلال واجهة الويب ويُعرف هذا باسم الالتقاط الموزع ويوفر العديد من مزايا التكلفة للشركات التي لديها مكاتب فرعية متعددة أو موظفين موجودين عن بُعد.

### التقاط البيانات
في الأصل كانت تقنيات معالجة النماذج قادرة فقط على استخراج البيانات والتحقق من صحتها من المستندات المنظمة مثل النماذج الإدارية، أما الآن فتتيح التحسينات في تقنية OCR استخراج جميع البيانات تلقائيًا من المستندات الشبه مهيكلة (مثل الفواتير) - والاختصار التقني لذلك هو التقاط المستندات الذكي (IDC)، بالنسبة إلى المستندات الغير مهيكلة بالكامل (مثل العقود القانونية ومراسلات العملاء والبريد الأبيض) فليس من الممكن بعد تحديد موقع واستخراج جميع المعلومات، مع ذلك فقد تحسنت التقنيات بدرجة كافية لتحديد نوع المستند واستخراج المعلومات الأساسية تلقائيًا التي يمكن استخدامها لفهرسة المستند و / أو توجيهه إلى القسم أو المستلم المناسب.

### تصنيف المستندات
يمكن للبرامج التي تستخدم نهجًا رسوميًا تحليل وتصنيف مجموعات مختلطة من المستندات المهيكلة أو الشبه مهيكلة من أجل إنشاء مكتبة من القوالب باستخدام مكتبة القوالب التي تم إنشاؤها تلقائيًا فيمكن للبرنامج بعد ذلك تحديد البيانات واستخراجها من أي مستند ممسوح ضوئيًا في تدفق واحد. نهج التصنيف المستند إلى الصور جنبًا إلى جنب مع تحليل النص الكامل لوثائق معينة (استنادًا إلى البحث بالكلمات الرئيسية) هي التقنيات الرئيسية المستخدمة اليوم لمعالجة المستندات الالشبه أو غير مهيكلة، وتقلل تقنيات التصنيف التلقائي المبتكرة هذه من الحاجة إلى الفرز المسبق للمستندات قبل عملية المسح الضوئي، كنتيجةً إلى ذلك صار في مقدور الشركات التي تتلقى كميات كبيرة من البريد الورقي إجراء تخفيضات كبيرة في التكاليف كل عام.

### سير العمل
تتيح تطبيقات سير العمل تداول المستندات والمعلومات الإلكترونية داخل الشركة وقد يضطرون إلى إدارة عمليات معقدة للغاية تتعلق بمواقع متعددة بسبب عولمة الشركات، إن الأهمية المتزايدة للأمن هي تحدٍ حيوي آخر. تتمثل إحدى التطورات الرئيسية في تقنيات سير العمل في جعل عمليات الشركة وعمليات سير العمل أكثر اتساقًا من أجل تجنب التغييرات التنظيمية عند تنفيذ هذه الأدوات، وعلى الرغم من أن مؤسسات الشركة تميل إلى التعقيد بشكل متزايد إلا أن حلول البرامج هذه أصبحت أبسط من حيث التنفيذ والواجهات.

### الأرشفة
نظرًا للكم الهائل من المستندات التي تحتاج إلى أرشفة المؤسسات اليوم فمن المهم الاهتمام بمكان تخزين المستندات وإدارتها بشكل آمن واسترجاعها بسرعة من خلال واجهة مستخدم مشتركة، ويمكن عادةً أرشفة المستندات في مجموعة متنوعة من وسائط التخزين الإلكترونية واسترجاعها بسهولة من خلال واجهة ويب (عميل رفيع) يوجد العديد من حلول الأرشفة في السوق اليوم فبعضها كمكون من مكونات ECM أو حل إدارة المستندات والبعض الآخر كنظام مستقل مصمم خصيصًا لغرض أرشفة كبيرة الحجم وعالية السرعة.

### إدارة المستندات والمحتويات
يمكن أن يكون المستند عبارة عن صورة أو ملف مخزن ومضغوط بتنسيق تبادل إلكتروني tiff أو gif أو jpg أو ملف مايكروسوفت أوفيس أو ملف PDF (تنسيق Acrobat exchange)، أما المحتوى فيتضمن عمومًا كل ما سبق مدمجًا مع أي بيانات / معلومات بالإضافة إلى الملفات الإلكترونية الأخرى مثل رسائل البريد الإلكتروني وصفحات الويب، وتحتاج حلول إدارة المحتوى إلى مستودعات خلفية أو قواعد بيانات (مثل أوراكل أو خادم MS SQL) لتخزين الملفات واسترجاع البيانات، فخلال العقد الماضي قد استفادت حلول البرامج هذه من معيار XML العالمي المستخدم لفهرسة الملفات وتخزينها والوصول إليها من وإلى أي مستودع، أما بالنسبة للأنظمة الأخرى فتدير أنظمة إدارة المحتوى قواعد إدارية وقواعد وصول وسير عمل أكثر تعقيدًا فيما يتعلق بعدد الملفات وتنسيقات الملفات التي تحتاج إلى دعمها.

## تطور الأجهزة
في العشرة الأعوام الماضية زاد نطاق الأجهزة المتاحة لتحويل المستندات الورقية إلى صور رقمية بشكلٍ كبير، على الرغم من أن الماسحات الضوئية المكتبية والأجهزة متعددة الوظائف (MFDs) أصبحت الآن ميسورة التكلفة للغاية ومناسبة تمامًا لمتطلبات المسح الضوئي للمكاتب الصغيرة أو الإدارات إلا أن الحاجة إلى ماسحات ضوئية للمستندات عالية السرعة وعالية الحجم لا تزال واضحة، ويمكن أن توفر السرعة والموثوقية والوظائف المتزايدة لهذه الماسحات الضوئية المتطورة الكثير من الوقت والمال على المدى الطويل.
أصبح اليوم من الممكن مسح المستندات ذات الأبعاد والصيغ المختلفة في نفس التدفق ومسح المستندات الملونة ضوئيًا وفرزها ماديًا وقراءة البيانات منها باستخدام تقنيات التعرف الضوئي على الحروف والباركود أثناء عملية المسح وزادت سرعة المعالجة أيضًا بشكل كبير، فيلعب هذا التطور جنبًا إلى جنب مع وجود آلات قادرة على أتمتة معالجة البريد بالكامل - فتح المغلفات وإزالة المواد الغذائية الأساسية والمسح الضوئي والفرز - دورًا مهمًا في تطوير معالجة الورق ذات الحجم الكبير مثل معالجة البريد.
تتمثل الخطوة التالية للشركات في ترشيد معالجة البريد الخاص بها لتكون متسقة قدر الإمكان مع هيكلها التنظيمي، فعلى سبيل المثال يمكن الاختيار بين تنفيذ غرفة بريد رقمية مركزية وتنفيذ مرافق مسح بريد لامركزية أو مزيج من الاثنين.

## التبني
وفقًا لمسح أجرته AIIM في عام 2009 تم تعيين المسح الضوئي المركزي الداخلي والمسح الضوئي لغرفة البريد لتحقيق نمو كبير في الاستيعاب مقارنةً بالمسح الضوئي والتقاط الاستعانة بمصادر خارجية، 48٪ من المشاركين في الاستطلاع لديهم خدمة مسح مركزية داخلية مستشهدين بفهرسة أفضل وتكامل أوثق مع العملية باعتبارها الفوائد الرئيسية.

## الروابط الخارجية
- AIIM الأوروبية - رابطة صناعة ECM
- خدمات مسح بريد GRM